# Gatibu
Gatibu es un grupo de rock euskaldun, surgido en la localidad de Guernica. El término "Gatibu", que da nombre al grupo es un vocablo vasco que significa "cautivo". El grupo surgió en torno a Alex Sardui (excantante de Exkixu) en el verano de 2000. En las guitarras está Haimar Arejita, en la batería Gaizka Salazar y del bajo se encargaba Mikel Caballero hasta 2022.
Cantan en vizcaíno, un dialecto del euskera, en lugar de usar el euskera batua o unificado como acostumbran a hacer la mayoría de grupos vascos. Debido a este impulso en defensa del euskera vizcaíno, han recibido numerosos premios y menciones tanto de instituciones como de asociaciones culturales.
Su primer disco vio la luz en 2002 y se tituló Zoramena (locura). El disco se grabó con el sello Oihuka en los estudios de Iñaki 'Uoho' Antón (Extremoduro y Platero y Tú) en Múgica (Vizcaya). Con este primer disco obtuvieron un gran éxito debido a temas como Musturrek sartunde (Metido en el morro), que tuvo una gran acogida por el público vasco y obtuvo el premio 'Gaztea' a la mejor canción del 2003. El disco contó con la colaboración de Adolfo Cabrales 'Fito' (de Platero y Tú y Fito & Fitipaldis) y de Roberto Iniesta 'Robe' (cantante de Extremoduro), que cantaron sendos temas en euskera.
En el año 2005 salió a la venta su segundo álbum de estudio, Disko Infernu, con temas como Inpernuen ate joka (Tocando la puerta del infierno) o Gogoratzen zaitut (Te recuerdo). En el año 2008 sale Laino Guztien Gainetik, Sasi Guztien Azpitik, en 2010  Zuzenean Bizitzeko Gogoa, en el año 2012 Zazpi Kantoietan y en el año 2014 Euritan Dantzan. En 2016 publicaron el disco Aske Maitte, Aske Bizi; en 2018 Azken Indioak; en 2020 el disco Musika salbatuko gaitu y en 2022 EH Distopikala.

## Historia del grupo

### Orígenes
Aún sin establecer lazos fuertes de amistad, los ahora miembros de Gatibu realizaban sus estudios orientados siempre hacia la música, allá por el año 2000, con la incertidumbre e ilusión de poder aplicarlos algún día en el difícil pero cada vez más variado y apasionante ámbito musical vasco. Aunque a alguno de ellos la popularidad le haya llegado antes que a los demás, no significa que no hayan existido proyectos musicales paralelos de menor calado comercial incluso desde antes de que pudieran consumar algunos de sus estudios musicales. A día de hoy todos ellos continúan aprendiendo y enseñando.
El vocalista Alex Sardui (Múgica, Vizcaya), fue miembro de la banda de rock Exkixu y más adelante puso en marcha el proyecto Txulufrina eta Arrosa producido por la Federación de Ikastolas y el Instituto Labayru. El guitarrista Haimar Arejita (Guernica y Lumo, Vizcaya) participó en grupos como “Birth Cake”, “Einbigu”, “Frik”, “Noiz?”, del espectáculo verso-musical “Paperetik Plazara” y “Txulufrina eta Arrosa”. El batería Gaizka Salazar (Santuchu, Vizcaya) participó en grupos como “Suzko Itzalak”, “Einbigu”, “Frik”, “Aikor” y “The Rabid Harpy”; y por último, el bajista Mikel Caballero (Basauri, Vizcaya) pasó por grupos como “Cartoon Band”, “Noiz?”, “Maxia” y el electrónico “Insert Beat”.
Sus destinos confluirán necesariamente en su formación artística: en la “Escuela de Música Segundo Olaeta” de Guernica y Luno (Vizcaya) Mikel Caballero conocerá a Haimar Arejita como alumno de sus clases de guitarra eléctrica. A su vez, Haimar Arejita titulado ya en guitarra clásica, entablará amistad con Alex Sardui que después de estudiar canto en el “Centro Autorizado Musical de Grado Medio” (CAMGM) de Guernica y Luno (Vizcaya), desee aventurarse a recibir clases de acompañamiento y de manejo de acordes con la guitarra. Y finalmente Gaizka Salazar consolidará su amistad con Haimar Arejita en la “Escuela Universitaria de Magisterio” de Bilbao (Vizcaya) donde ambos cursarán estudios en la Especialidad de Educación Musical.

### La semilla que terminará germinando
Sobre el año 2000 Alex Sardui y Haimar Arejita deciden unir sus fuerzas artísticas con propósito de crear un grupo de rock. Como todos los inicios de cualquier banda musical, el de ellos tampoco es fácil, sobre todo en lo referente a conseguir un lugar para ensayo. Ambos empezarán en el local de Alex Sardui con una guitarra acústica y un radiocassette. Ahí es precisamente donde nacieron las que iban a ser algunas de las canciones que se incluirían en el primer disco de una banda de rock aún sin nombre. El idioma en el que se recitarían las canciones lo tenían sobradamente claro, con un poco de cautela al inicio pero con decisión y total convencimiento al final, deciden que el euskera elegido debe de ser el vizcaíno. Lo que ellos desde siempre han mamado y su mejor arma de expresión.
Para darles forma a las canciones ya compuestas y las que quedasen por venir se ven en la necesidad de integrar un batería y un bajista al dueto. Proponen dichas tareas a Josu Artetxe (Exkixu) y Batiz (Fito & Fitipaldis) respectivamente. Cambian el lugar de ensayo por una escuela vieja de Kanpantxu, barrio de Ajánguiz (Vizcaya), una o dos veces por semana pero las condiciones no son, ni por asomo, mejores, al contrario. Ante dichas adversidades, Alex Sardui expone a sus compañeros la posibilidad de bautizar el grupo con el nombre de Gatibu (Cautivo). No hay objeción por ninguna de las partes pero es cuando Josu Artetxe decide abandonar, por motivos personales, y dejar su lugar al recién incorporado Gaizka Salazar.
Inmersos en el año 2001 vuelven a cambiar de local de ensayo. Se van a Bilbao (Vizcaya) y consiguen compartir lonja con Ya Te Digo. El único inconveniente: que sus ensayos empiecen a las once de la noche. Tras una temporada acudiendo a Bilbao, y como bien claro les comunicó al principio del embarque diciendo que lo suyo iba a ser algo esporádico, Batiz abandona los ensayos en favor de Mikel Caballero.
Tienen preparadas seis canciones en una maqueta y empiezan a manejar posibilidades de grabación, edición y producción de un primer álbum. Lo intentan con dos sellos discográficos, uno de ellos Oihuka, cuyo interés se manifiesta de inmediato. Negocian la financiación, las condiciones son buenas y entran en el estudio de grabación “La Casa de Iñaki” de Iñaki “Uoho” Antón (Extremoduro) en Múgica (Vizcaya) dispuestos a ofrecer su mejor repertorio.

### Grabación deZoramena
En la grabación participan como técnicos Iñaki “Uoho” Antón y Batiz. Gracias a ellos todo es más llevadero y la banda sabe mantener mejor la calma y la paciencia ante las dificultades que van surgiendo. El hecho de que en el estudio de Iñaki “Uoho” Antón se mueva gente tan conocida en el ámbito musical como Robe Iniesta (Extremoduro) o Fito Cabrales (Fito & Fitipaldis) posibilita el inicio de una relación estrecha con ellos. Los miembros de Gatibu deciden entonces ofrecerles a ambos una posible propuesta de colaboración cantada en euskera para su nuevo disco, todavía en proceso de grabación. Acceden encantados, tanto ellos como el albokari Iñigo Ibarretxe.
El álbum ve la luz en diciembre del 2002 bajo el título de “Zoramena” (Locura). Se alcanzan las 20.000 copias vendidas, cifras considerables para un grupo que canta en euskera vizcaíno. Este éxito se traduce también a los directos que comienzan a ofrecer por todo País Vasco. El primero de ellos tiene lugar el 7 de marzo del 2003 en la discoteca “Revolution” de Guernica. El primer sencillo, “Musturrek sartunde” (Con los morros metidos) obtiene el “Premio Egaztea” en la categoría de “Mejor Canción del 2003” otorgado por la Radio y Televisión Vasca EiTB. Sus siguientes dos sencillos “Mila doinu aidien” (Mil sonidos en el aire) con Robe Iniesta y “Lorak eskeintzen” (Ofreciendo flores) se mantendrán durante muchísimas semanas[¿cuántos?] entre las canciones más oídas en las emisoras radiofónicas vascas. 
En algunos directos participan los colaboradores del disco, y los completan con algunas canciones de Exkixu como “Agur” (Adiós), “Amaiur” (Nombre propio de un pueblo vasco, también Maya), “Itsu, itsu" (Ciego, ciego) o una versión propia de “Loretxoa” (Florecita), y otra cantada en euskera de la canción “Weeds” del grupo Life Of Agony. Todas ellas muy populares en el pasado pero quizá no tanto como la que llega a obtener “Urepel” (nombre propio de un pueblo vasco y/o agua templada) acompañado por Fito Cabrales.

### El crecimiento
En enero del 2005 entran de nuevo en el estudio de Iñaki “Uoho” Antón en Muxika (Vizcaya) para grabar su segundo álbum. Para ello se rodean del mismo equipo técnico y humano que elaboró su primer álbum, incluyendo el sello discográfico donostiarra Oihuka.
Mientras van dándole forma al proyecto, aquí también surgirán colaboraciones muy importantes al igual que en “Zoramena”. Algunas se repetirán, otras como Iñigo San Ánton (guitarra rítmica), Luis Camino (darbuka, txalaparta, udu, congas), Javier Mora (órgano hammond) y el rumano Cristian Daniel de Resita (voz) lo harán por primera vez. Batiz a su vez, asumirá un papel más activo en el grupo como guitarrista y delegará su labor realizada en “Zoramena” a Jorge “Txortx” Etxebarrieta.
Después de realizar en el estudio una labor más agotadora pero más satisfactoria que en el primer álbum, marzo del 2005 es la fecha indicada para compartir el nuevo disco con el público. Nace con el nombre “Disko Infernu” (Disco infernal).
El sencillo de presentación se titula “Inpernuen ate joka” (Llamando a la puerta del infierno) al que acompañan con un videoclip realizado por Daxa. Le seguirán otros como la enérgica “Gerra gogoa” (Ganas de guerra) con Urtzi Arejita, la pausada y dulce “Gogoratzen zaitut” (Te recuerdo) con Javier Mora y la sensual, multiétnica y solidaria “Egunon” (Buenos días) con Luis Camino y Cristian Daniel de Resita. No obtendrá el éxito de ventas conseguido por el primer disco pero no obstante será una obra fundamental y valiosa dentro de su discografía que permita afianzar las bases de un grupo en pleno proceso de crecimiento.
La larga lista de conciertos que completará la gira de presentación tendrá su punto de partida en la Feria de Muestras de Landako de Durango (Vizcaya) e irá acompañada de una escenografía colorista y luminosa elaborada por Khuruts Begoña.
Después de casi un centenar de conciertos por todo País Vasco junto a compañeros como Batiz, Iñigo San Ánton, Iñigo Ibarretxe o Cristian Daniel de Resita, su buen hacer será reconocido primero, por la Radio y Televisión Vasca EiTB concediéndoles una nominación en una nueva edición de los “Premios Egaztea” esta vez en la categoría de “Mejor Directo del 2006” y un poco más tarde, por la “Asociación de Bertsolaris de Getxo” de Guecho (Vizcaya) al ser galardonado con el premio a su labor incondicional en favor de la utilización del euskera vizcaíno en el ámbito musical.

### La consolidación
“Los discos se tienen cuando se acaban”. Con esta premisa de Alex Sardui el grupo pretende seguir trabajando sin ningún tipo de presión para poder publicar un tercer trabajo que consolide definitivamente a la formación.
A principios del 2008 tienen ya canciones preparadas para ser grabadas pero, terminado el contrato discográfico que les une a Oihuka, antes de nada deciden fichar por el sello Baga-Biga de Mungia (Vizcaya). Seguidamente entrar a grabar el nuevo disco en los estudios de “La Casa de Iñaki” de Iñaki “Uoho” Antón en Múgica (Vizcaya) y de “Lorentzo Records” en Bérriz (Vizcaya), donde pretenderán obtener un sonido más natural, crudo y limpio que en discos precedentes grabando para ello batería, bajo y guitarra rítmica conjuntamente.
Deciden producirlo ellos mismos como sus trabajos anteriores y entran a los estudios el 28 de julio del 2008 bajo la tutela de Iñigo “Pitu” Etxebarrieta y Aitor Ariño; la grabación se prolongará hasta finales de noviembre. Lo presentarán el día 20 bajo el nombre de “Laino Guztien Gainetik, Sasi Guztien Azpitik” (Por encima de todas las nubes, por debajo de todas las zarzas). Un título de origen mitológico (refiere un cántico atribuido a las sorginak o brujas vascas), y que, a diferencia de sus dos álbumes anteriores, carecerá de colaboraciones. El diseño del álbum corre a cargo de Noé Galarza.
El sencillo de presentación es “Bang-bang txik-txiki bang-bang”. Otras composiciones son “Eztanda egin arte” (Hasta reventar), “Bizitzeko gogoa” (Ganas de vivir); “Pailazo” (Payaso), la na-na “Zoragarrixori” (Encantador/a), “Zeu, zeu, zeu!” (¡Tú, tú, tú!) o “Hitz artien galdute” (Perdido entre palabras).
La gira de presentación del disco que durará durante todo el 2009 la comenzarán el 7 de diciembre del 2008 dentro de la “Feria del Libro y Disco Vascos" de Durango (Vizcaya). Sus directos comenzarán con una introducción de la canción "Bang bang (My baby shot me down)" de Sonny Bono y cantada por Nancy Sinatra en 1967.
Tras el último concierto dado en el Plateruena de Durango, en el que grabaron disco y DVD en directo, se anunció la marcha de Iñigo San Anton, siendo sustituido pocos días después por Jon Calvo.
En los últimos meses de 2024 varios medios publican noticias sobre el anuncio de conciertos de despedida de Gatibu para diciembre del año 2025,coincidiendo con su 25 aniversario. 

## Premios y nominaciones
Ganador.
Gaztea 2003.
Mejor canción, "Musturrek Sartunde".

Nominación.
Gaztea 2006.
Mejor directo, "Disko Infernu Tour".

Ganador.
2006.
Asociación de Bertsolaris de Guecho (Vizcaya).

Ganador.
Gaztea 2009.
Mejor canción, "Bang-Bang Txik-Txiki Bang-Bang".

Ganador.
Gaztea 2009.
Mejor disco, "Laino Guztien Gainetik, Sasi Guztien Azpitik".

## Componentes
- Alex Sardui - Voz
- Haimar Arejita - Guitarra eléctrica y acústica
- Mikel Caballero - Bajo (hasta 2022)[1]
- Gaizka Salazar - Batería

### Otros integrantes de los directos
Iñigo San Anton - Guitarra rítmica (2002 - 2009, ininterrumpidamente).

Iñigo Ibarretxe - Alboka (2002 - 2005, esporádicamente).

Luis Camino - Txalaparta, Darbuka, Udu, Congas (2005, presentación "Disko Infernu Tour").

José Alberto Batiz - Guitarra rítmica, Guitarra slide (2005 - 2006, ininterrumpidamente).

Cristian Daniel de Resita - Voz (2005 - 2008, esporádicamente).

Jon Calvo - Guitarra rítmica (2009 - 2010, ininterrumpidamente).

Jorge Pacheco - Percusión (2010 - Actualidad, ininterrumpidamente).

Arkaitz Ortuzar - Guitarra rítmica (2011 - 2016, ininterrumpidamente).

Aitor Lacalle - Guitarra rítmica (2017 - Actualidad, ininterrumpidamente).

Ekain Alzola - Contrabajo (2020 - Actualidad, esporádicamente).

## Discografía
* Zoramena (Oihuka, 2002)

| N.º | Título                                 | Duración |  |
| 1.  | «Musturrek sartunde»                   |          |  |
| 2.  | «Bilusik»                              |          |  |
| 3.  | «Mila doinu aidien (con Robe Iniesta)» |          |  |
| 4.  | «Lorak eskeintzen»                     |          |  |
| 5.  | «Urepel (con Fito Cabrales)»           |          |  |
| 6.  | «Librea naz»                           |          |  |
| 7.  | «Ihes»                                 |          |  |
| 8.  | «Ez dago barroterik»                   |          |  |
| 9.  | «Zoramena»                             |          |  |
| 10. | «Ez dot sinisten»                      |          |  |

* Disko Infernu (Oihuka, 2005)

| N.º | Título                       | Duración |  |
| 1.  | «Inpernuen ate joka»         |          |  |
| 2.  | «Besoak zabalik»             |          |  |
| 3.  | «Gaur gure gaba da ta»       |          |  |
| 4.  | «Gerra gogoa»                |          |  |
| 5.  | «Doniene (con Robe Iniesta)» |          |  |
| 6.  | «Hara honien»                |          |  |
| 7.  | «Ifer haixien semie»         |          |  |
| 8.  | «Pozarren zu barik»          |          |  |
| 9.  | «Gogoratzen zaitut»          |          |  |
| 10. | «Egunon»                     |          |  |

* Zuzenean Bizitzeko Gogoa (Baga-Biga, 2010)

| N.º | Título                           | Duración |  |
| 1.  | «Bang-bang txik-txiki bang bang» |          |  |
| 2.  | «Bizitzeko gogoa»                |          |  |
| 3.  | «Lorak eskeintzen»               |          |  |
| 4.  | «Gaur gure gaba da ta»           |          |  |
| 5.  | «Apirilaren 27»                  |          |  |
| 6.  | «Pailazo»                        |          |  |
| 7.  | «Inpernuen ate joka»             |          |  |
| 8.  | «Gerra gogoa»                    |          |  |
| 9.  | «Besoak zabalik»                 |          |  |
| 10. | «Egunon»                         |          |  |
| 11. | «Urepel»                         |          |  |
| 12. | «Zeu, zeu, zeu!»                 |          |  |
| 13. | «Prest»                          |          |  |
| 14. | «Behar zaitut»                   |          |  |
| 15. | «Kalekatue»                      |          |  |

* Zazpi kantoietan (Baga-Biga, 2012)

| N.º | Título                  | Duración |  |
| 1.  | «Run-run Katie»         |          |  |
| 2.  | «Bixotza suten»         |          |  |
| 3.  | «Pausu bet atzera»      |          |  |
| 4.  | «Hartu berriz gitarrie» |          |  |
| 5.  | «Gabak zerueri begire»  |          |  |
| 6.  | «Gora kopak!»           |          |  |
| 7.  | «Biarritz»              |          |  |

* Euritan dantzan (Panda, 2014)

| N.º | Título              | Duración |  |
| 1.  | «Zumarragako trena» |          |  |
| 2.  | «Bizitzen badakit»  |          |  |
| 3.  | «Euritan dantzan»   |          |  |
| 4.  | «Egun bat»          |          |  |
| 5.  | «Zer da?»           |          |  |
| 6.  | «Loretxoa»          |          |  |
| 7.  | «Bertsoa»           |          |  |

* Aske maitte, aske bizi (Panda, 2016)

| N.º | Título               | Duración |  |
| 1.  | «Ez naizu epaitu»    |          |  |
| 2.  | «Nire ondoan baziña» |          |  |
| 3.  | «Sorgin»             |          |  |
| 4.  | «Txanpon bat aidien» |          |  |
| 5.  | «Infinitorantz»      |          |  |
| 6.  | «Igelak»             |          |  |
| 7.  | «Aske maitte»        |          |  |

* Azken Indioak (Panda, 2018)
| N.º | Título             | Duración |  |
| 1.  | «Gelditu zaitez»   |          |  |
| 2.  | «Uhinak»           |          |  |
| 3.  | «Salto!»           |          |  |
| 4.  | «Oh, nire maitie»  |          |  |
| 5.  | «Iraultza alaia»   |          |  |
| 6.  | «Zure uretan»      |          |  |
| 7.  | «Ez naz makurtuko» |          |  |

* Musikak Salbatuko Gaitu (Panda, 2020)
| N.º | Título                                                 | Duración |  |
| 1.  | «Musika salbatuko gaitu»                               |          |  |
| 2.  | «Egurre emon»                                          |          |  |
| 3.  | «Zure bila»                                            |          |  |
| 4.  | «Zure ahoan lore bat (Kirmen Uribe + Eñaut Elorrieta)» |          |  |
| 5.  | «Egunero»                                              |          |  |
| 6.  | «Bixotzetik»                                           |          |  |

* EH Distopikala (2022)
| N.º | Título                               | Duración |  |
| 1.  | «Bizikleta hartu eta banoie»         |          |  |
| 2.  | «Ezin disimulatu»                    |          |  |
| 3.  | «EH Distopikala»                     |          |  |
| 4.  | «Maite zaitut baina ez zaitut behar» |          |  |
| 5.  | «Danok dekogu»                       |          |  |
| 6.  | «Urten»                              |          |  |
| 7.  | «Zure bazterrak»                     |          |  |

## Colaboraciones
1995 -- Alex Sardui.

Ibilaldia 95 Santurtzi Bihotz gaztea ikastetxea  Exkixu
Canción: "Ibilanditxu"
1997 -- Alex Sardui.

Comisión de Fiestak de Bilbao.
Canción: "Badator Marijaia".

1998 -- Alex Sardui.

Homenaje a la Escuela Pública Vasca.
Disco: "Euskal Eskola Publikoa Denona".

1999 -- Alex Sardui.

3.ª entrega de la colección Urte-Sasoiak de la Federación de Ikastolas y Labayru Ikastegia.
Disco: "Txulufrina eta Arrosa".

2004 -- Gaizka Salazar.

Grupo: Atom Rhumba.
Disco: "Backbone Ritmo".

2004 -- Alex Sardui.

Grupo: Urgabe.
Canción: "Kartzelako Gutuna".

2004 -- Alex Sardui, Haimar Arejita, Mikel Caballero.

B.S.O. del cortometraje: Gora Ethan!
Director: Khuruts Begoña..

2005 -- Alex Sardui.

15.º Aniversario Euskadi Gaztea.
Canción: "15 Urte Zuzenean".

2005 -- Mikel Caballero.

B.S.O. del cortometraje: Andros y Andrea.
Director: Khuruts Begoña.

2006 -- Alex Sardui, Haimar Arejita.

Grupo: Kriston.
Canción: "Trago Baten".

2007 -- Haimar Arejita.

Grupo: Insert Beat.
Canción: "Piensa Bien lo que Tocas".

2007 -- Mikel Caballero.

Grupo: Backbone.
Canción: "Where Are You Now?".